# Jordanoleiopus flavovittatus
Jordanoleiopus flavovittatus là một loài bọ cánh cứng trong họ Cerambycidae.